# Piré-Chancé
Piré-Chancé – gmina we Francji, w regionie Bretania, w departamencie Ille-et-Vilaine. W 2013 roku liczba ludności wynosiła 2738 mieszkańców. 
Gmina została utworzona 1 stycznia 2019 roku z połączenia dwóch ówczesnych gmin: Chancé oraz Piré-sur-Seiche. Siedzibą gminy została miejscowość Piré-sur-Seiche. 